# 번개맨의 비밀
"번개맨의 비밀"은 한국에서 제작된 강유선 감독의 2018년 뮤지컬 영화이다. 서홍석 등이 주연으로 출연하였다.

## 출연

### 주연
- 서홍석
- 김혜원
- 유수호
- 최오식
- 이상철
- 김수미

### 조연
- 김성웅
- 임미영
- 이지
- 이수현
- 곽경민